# Жозе Карлос да Кошта Араужу
Жозе Карлос да Кошта Араужу (порт. José Carlos da Costa Araújo), більш відомий як Зе Карлос (порт. Zé Carlos, 7 лютого 1962, Ріо-де-Жанейро — 24 липня 2009, Ріо-де-Жанейро) — бразильський футболіст, що грав на позиції воротаря. Виступав, зокрема, за «Фламенго», а також національну збірну Бразилії.

## Клубна кар'єра
У дорослому футболі дебютував 1983 року виступами за команду «Американо», після чого 1984 року захищав кольори клубу «Ріо-Бранку».
Своєю грою за останню команду привернув увагу представників тренерського штабу клубу «Фламенго», до складу якого приєднався 1984 року. Відіграв за команду з Ріо-де-Жанейро наступні вісім сезонів своєї ігрової кар'єри. За цей час виборов титул володаря Кубка Бразилії, тричі ставав чемпіоном штату Ріо-де-Жанейро, а також виграв низку інших менших трофеїв.
1992 року Зе Карлос недовго пограв за «Крузейру», після чого відправився до Португалії, де захищав ворота клубів вищого дивізіону «Фаренсе», «Віторія» (Гімарайнш), «Фелгейраш», а потім 1996 року повернувся до «Фламенго».
1997 року став воротарем «Віторії» (Салвадор), яка стала його останньою командою у вищому бразильському дивізіоні, оскільки з наступного року він виступав виключно за нижчолігові команди — «XV ді Новембро» та «Америка» (Ріо-де-Жанейро), а завершив ігрову кар'єру у команді «Тубаран», за яку виступав протягом 2000 року.

## Виступи за збірну
Зе Карлос стабільно викликався до національної збірної Бразилії, у складі якої був учасником Кубка Америки 1987 року в Аргентині, Олімпійських ігор 1988 року в Сеулі, Кубка Америки 1989 року у Бразилії, здобувши того року титул континентального чемпіона та чемпіонату світу 1990 року в Італії, але був дублером Клаудіо Таффарела і жодного матчу на турнірах не провів. Загалом зіграв за збірну лише у трьох товариських матчах.

## Титули і досягнення
- Володар Кубка Бразилії (3):

«Фламенгу»: 1990
- Переможець Ліги Каріока (3):

«Фламенгу»: 1986, 1991, 1996
- Володар Кубка Америки (1):

Бразилія: 1989
- Срібний олімпійський призер: 1988

## Смерть
Помер 24 липня 2009 року на 48-му році життя від раку черевної порожнини після більш ніж одного місяця у лікарні Ріо-де-Жанейро. Наступного дня його поховали на кладовищі Святого Іоанна Хрестителя у Ріо-де-Жанейро.